# Kanoistika na Letních olympijských hrách 2000 – K1 slalom muži
Závod ve vodním slalomu K1 mužů na Letních olympijských hrách 2000 se konal na kanále v areálu Penrith Whitewater Stadium ve dnech 19. a 20. září 2000. Z českých závodníků se jej zúčastnili Tomáš Kobes (7. místo) a Jiří Prskavec (13. místo), zlatou medaili získal Němec Thomas Schmidt.

## Program
| Datum                | Fáze        |
| -------------------- | ----------- |
| úterý 19. září 2000  | kvalifikace |
| středa 20. září 2000 | finále      |

## Výsledky
| Pořadí           | Jméno                    | Kvalifikace | Kvalifikace | Kvalifikace | Kvalifikace | Kvalifikace | Kvalifikace | Finále      | Finále      | Finále      | Finále      | Finále      | Finále      |
| Pořadí           | Jméno                    | 1. jízda    | Pen.        | 2. jízda    | Pen.        | Celkem      | Pořadí      | 1. jízda    | Pen.        | 2. jízda    | Pen.        | Celkem      | Pořadí      |
| ---------------- | ------------------------ | ----------- | ----------- | ----------- | ----------- | ----------- | ----------- | ----------- | ----------- | ----------- | ----------- | ----------- | ----------- |
| Zlatá medaile    | Thomas Schmidt (GER)     | 129,07      | 2           | 124,10      | 2           | 253,17      | 2.          | 108,64      | 0           | 108,61      | 0           | 217,25      | 1.          |
| Stříbrná medaile | Paul Ratcliffe (GBR)     | 126,59      | 0           | 127,10      | 4           | 253,69      | 3.          | 112,22      | 2           | 111,49      | 2           | 223,71      | 2.          |
| Bronzová medaile | Pierpaolo Ferrazzi (ITA) | 127,59      | 2           | 133,60      | 2           | 261,19      | 11.         | 111,79      | 0           | 113,24      | 0           | 225,03      | 3.          |
| 4.               | Helmut Oblinger (AUT)    | 125,94      | 0           | 128,00      | 0           | 253,94      | 4.          | 112,58      | 0           | 113,87      | 2           | 226,45      | 4.          |
| 5.               | Scott Shipley (USA)      | 128,80      | 2           | 126,02      | 0           | 254,82      | 5.          | 112,99      | 2           | 113,68      | 0           | 226,67      | 5.          |
| 6.               | Manuel Köhler (AUT)      | 128,34      | 0           | 127,45      | 0           | 255,79      | 7.          | 115,06      | 2           | 111,74      | 0           | 226,80      | 6.          |
| 7.               | Tomáš Kobes (CZE)        | 128,72      | 2           | 126,41      | 2           | 255,13      | 6.          | 114,23      | 2           | 112,76      | 0           | 226,99      | 7.          |
| 8.               | Laurent Burtz (FRA)      | 128,15      | 0           | 129,32      | 2           | 257,47      | 8.          | 112,64      | 0           | 114,99      | 4           | 227,63      | 8.          |
| 9.               | Mathias Röthenmund (SUI) | 127,45      | 0           | 125,57      | 0           | 253,02      | 1.          | 114,92      | 0           | 113,04      | 0           | 227,96      | 9.          |
| 10.              | Dejan Kralj (SLO)        | 130,24      | 0           | 128,05      | 0           | 258,29      | 10.         | 116,60      | 0           | 111,48      | 0           | 228,08      | 10.         |
| 11.              | Andrej Glucks (CRO)      | 128,76      | 0           | 134,90      | 4           | 263,66      | 15.         | 115,16      | 0           | 115,06      | 0           | 230,22      | 11.         |
| 12.              | Peter Nagy (SVK)         | 129,48      | 0           | 132,68      | 0           | 262,16      | 12.         | 117,66      | 0           | 116,37      | 0           | 234,03      | 12.         |
| 13.              | Jiří Prskavec (CZE)      | 132,26      | 4           | 130,75      | 2           | 263,01      | 14.         | 121,82      | 0           | 112,84      | 0           | 234,66      | 13.         |
| 14.              | Enrico Lazzarotto (ITA)  | 135,18      | 0           | 127,04      | 2           | 262,22      | 13.         | 120,89      | 2           | 115,03      | 0           | 235,92      | 14.         |
| 15.              | Fedja Marušič (SLO)      | 128,81      | 2           | 129,29      | 0           | 258,10      | 9.          | 114,62      | 0           | 167,37      | 54          | 281,99      | 15.         |
|                  |                          |             |             |             |             |             |             |             |             |             |             |             |             |
| 16.              | Ian Wiley (IRL)          | 135,66      | 2           | 130,76      | 2           | 266,42      | 16.         | nepostoupil | nepostoupil | nepostoupil | nepostoupil | nepostoupil | nepostoupil |
| 17.              | Lazar Popovski (MKD)     | 132,23      | 0           | 134,37      | 4           | 266,60      | 17.         | nepostoupil | nepostoupil | nepostoupil | nepostoupil | nepostoupil | nepostoupil |
| 18.              | Esteban Aracama (ESP)    | 133,33      | 2           | 134,42      | 2           | 267,75      | 18.         | nepostoupil | nepostoupil | nepostoupil | nepostoupil | nepostoupil | nepostoupil |
| 19.              | Carles Juanmartí (ESP)   | 133,80      | 2           | 142,08      | 8           | 275,88      | 19.         | nepostoupil | nepostoupil | nepostoupil | nepostoupil | nepostoupil | nepostoupil |
| 20.              | Nizar Samlal (MAR)       | 154,02      | 6           | 145,20      | 0           | 299,22      | 20.         | nepostoupil | nepostoupil | nepostoupil | nepostoupil | nepostoupil | nepostoupil |
| 21.              | John Wilkie (AUS)        | 140,44      | 6           | 180,40      | 52          | 320,84      | 21.         | nepostoupil | nepostoupil | nepostoupil | nepostoupil | nepostoupil | nepostoupil |
| 22.              | David Ford (CAN)         | 147,02      | 4           | 176,56      | 50          | 323,58      | 22.         | nepostoupil | nepostoupil | nepostoupil | nepostoupil | nepostoupil | nepostoupil |
| 23.              | Taro Ando (JPN)          | 210,69      | 60          | 231,95      | 54          | 442,64      | 23.         | nepostoupil | nepostoupil | nepostoupil | nepostoupil | nepostoupil | nepostoupil |